# Doctor Ross
Doctor Ross, the harmonica boss, né Charles Isaiah Ross (Tunica (Mississippi), 21 octobre 1925 - Flint (Michigan) 28 mai 1993), est un bluesman américain, chanteur, guitariste, joueur d'harmonica et batteur, homme orchestre.

## Biographie et carrière
Il est d'origine Cherokee. Il apprend à jouer vers l'âge de neuf ans des tambours et de l'harmonica. Il commence à se produire en public vers 1938. Appelé sous les drapeaux en 1943, il est affecté à l'hôpital militaire. Démobilisé en 1947, il garde son surnom de « Doctor » et crée son « jump and jive band » qui joue dans tout le delta du Mississippi et sur les radios du Mississippi et de l'Arkansas.
Il participe à la célèbre émission King Biscuit Time qui diffuse dans l'Arkansas de nombreux bluesmen, en compagnie notamment de Sonny Boy Williamson II et Robert Lockwood Jr..
Il joue de différentes formes de blues et on l'a souvent comparé à John Lee Hooker et Sonny Boy Williamson I ; on connait surtout ses enregistrements pour Sun Records dans les années 1950 comme The Boogie Disease et Chicago Breakdown. Il enregistre aussi pour Chess Records.
En 1954, il trouve un travail chez General Motors à Flint et joue beaucoup moins. Néanmoins, il sortira son premier enregistrement d'homme-orchestre véritable Industrial Boogie. Il participera à la tournée American Folk Blues Festival de 1965 en Europe. À Londres, il enregistrera son premier 33 tours, pour Blue Horizon Records. L'Europe s'entiche de Doctor Ross et le fait souvent jouer et enregistrer, alors qu'en Amérique on le connaît à peine dans les années 1980.
Il meurt en 1993 à l'âge de 67 ans. Il est enterré à Flint.